# Resultados do Carnaval de São Paulo em 1983
Esta página contém os resultados do Carnaval de São Paulo em 1983.

## Escolas de samba

### Grupo 1
Classificação
| Legenda: Campeã Rebaixada |

| Col. | Escola                | Enredo                                                 | Pontos |
| ---- | --------------------- | ------------------------------------------------------ | ------ |
| 1    | Rosas de Ouro         | Nostalgia                                              | 287,0  |
| 2    | Vai-Vai               | Se a Moda Pega                                         | 286,0  |
| 3    | Nenê de Vila Matilde  | Gosto é Gosto e Não se Discute                         | 284,0  |
| 4    | Mocidade Alegre       | Ilusão do Fantástico Eldorado                          | 277,0  |
| 5    | Camisa Verde e Branco | Verde Que Te Quero Verde                               | 275,0  |
| 6    | Barroca Zona Sul      | 75 anos de Imigração Japonesa ou Reino do Sol Nascente | 272,0  |
| 7    | Flor da Vila Dalila   | Exaltação ao Criador                                   | 259,0  |
| 8    | Unidos do Peruche     | O Criador de Ilusões                                   | 250,0  |
| 9    | Imperador do Ipiranga | Ymembuy                                                | 245,0  |
| 10   | Pérola Negra          | Português, Papagaio e Cia                              | 233,0  |

### Grupo 2
Os desfiles do Grupo 2 ocorreram no dia 14 de fevereiro de 1983.
Classificação
| Legenda: Promovida Rebaixada |

| Col. | Escola                              | Enredo                                     | Pontos |
| ---- | ----------------------------------- | ------------------------------------------ | ------ |
| 1    | União Independente da Vila Prudente | Sonhos e Ilusões de um Mestre-Sala         |        |
| 2    | Águia de Ouro                       | Na Ilusão da Fantasia à Fantasia da Ilusão |        |
| 3    | Acadêmicos do Tucuruvi              | Bahia de Encantos e Magia                  |        |
| 4    | Colorado do Brás                    | Conversa de Botequim                       |        |
| 5    | Império do Cambuci                  | Arte do Povo, Quatro Noites de Fantasia    |        |
| 6    | Prova de Fogo                       | Réquiem de um Canto Triste                 |        |
| 7    | Filhotes da X-9                     | Quanto Mais Quente Melhor                  |        |
|      | Primeira de Vila Carolina           | Na Dança do Quibombó                       |        |
|      | Renascença da Lapa                  | Catarina Genial                            |        |

### Grupo 3
Os desfiles do Grupo 3 ocorreram no dia 12 de fevereiro de 1983.
Classificação
| Legenda: Promovida Rebaixada/Desclassificada |

| Col. | Escola                     | Enredo                                | Pontos |
| ---- | -------------------------- | ------------------------------------- | ------ |
| 1    | Primeira da Aclimação      | Melodia Nacional                      | 93,0   |
| 2    | Primeira do Itaim Paulista | Nascer e Renascer                     | 87,0   |
| 3    | Tom Maior                  | Salve o Rei do Carnaval da Bahia      | 86,0   |
| 4    | Unidos de Vila Maria       | Encontro das Três Raças               | 84,0   |
| 5    | Paulistano da Glória       | Velhas Noites Cariocas                | 82,0   |
| 6    | Passo de Ouro              | Despertar de Uma Nação                | 80,0   |
| 7    | Imperiais do Real Parque   | Abati-Urupê                           | 79,0   |
| 8    | Cachoeira Império do Samba | Cisne Branco, Eterno Herói: Tamandaré | 72,0   |
| 9    | Morro da Casa Verde        | Nossos Valores - Maracatu             | 72,0   |
| --   | Diplomatas de São Miguel   | Contos e Lendas das Maravilhas do Mar | --     |

### Grupo 4
Os desfiles do Grupo 4 ocorreram no dia 12 de fevereiro de 1983.
Classificação
| Legenda: Promovida Rebaixada |

| Col. | Escola                    | Enredo                                        | Pontos |
| ---- | ------------------------- | --------------------------------------------- | ------ |
| 1    | Estrela de Prata          | Maravilhas da Natureza                        | 90,00  |
| 2    | Império Lapeano           | No Reino de Momo é só Alegria                 | 84,00  |
| 3    | Acadêmicos do Ipiranga    | Por que chora Palhaço - "Piollin"             | 84,00  |
| 4    | Imperatriz da Pauliceia   | A Criação da Noite                            | 80,00  |
| 5    | Levanta Poeira            | Sete Cidades do Arco-Íris                     | 80,00  |
| 6    | Fio de Ouro               | Clementina de Jesus                           | 79,00  |
| 7    | Corujas de Vila Esperança | Homenagem aos Orixás                          | 78,00  |
| 8    | Unidos de São Lucas       | Mimoso Jardim de Fada - Descrição de um Poeta | 78,00  |
| 9    | Flor da Penha             | Carrossel da Ilusão                           | 75,00  |
| 10   | Acadêmicos do Tatuapé     | Amurê - o Casamento Malê                      | 59,00  |

### Grupo de seleção
Os desfiles do Grupo de seleção ocorreram no dia 12 de fevereiro de 1983.
Classificação
| Legenda: Promovida Desclassificada |

| Col. | Escola                              | Enredo                                                              | Pontos |
| ---- | ----------------------------------- | ------------------------------------------------------------------- | ------ |
| 1    | Leandro de Itaquera                 | Noite Tão Bela "João do Tamborim"                                   | 89,00  |
| 2    | Ermelinense                         | Foi um Rio que Passou em Minha Vida – Exaltação à Paulinho da Viola | 83,00  |
| 3    | União Imperial                      | E Nasceu o Samba                                                    | 82,00  |
| 4    | Falcão do Morro Itaquerense         | Caldeirão de Todas as Raças - Brasil                                | 78,00  |
| 5    | Folha Azul dos Marujos              | O Mar e Seus Mistérios                                              | 72,00  |
| 6    | Mocidade Independente da Zona Norte | Entradas e Bandeiras                                                | 70,00  |
| 7    | Lavapés                             | Saudoso Inocêncio Tobias                                            | 66,00  |
| 8    | Unidos de São Miguel                | Aldeia de São Miguel de Ururai                                      | 64,00  |
| 9    | Os Bambas                           | Exaltação às Flores                                                 | 51,00  |
| 10   | Flor de Maio                        | Xangô Agodô                                                         | 44,00  |
| 11   | Flor da Zona Sul                    | Exaltação a Carmem Miranda                                          | 23,00  |
| 12   | Dragões de Vila Alpina              | Castro Alves, O Poeta dos Escravos                                  | 20,00  |
| 13   | Primeira Lá de Casa                 | De Itapoã à Abaeté - Bahia, Imagens da Terra e do Povo              | -7,0   |
| 14   | Unidos do Bom Retiro                | Natureza                                                            | -13,0  |
| 15   | Mocidade Independente Sílvio Romero | Silvio Romero - Poeta Escritor                                      | -32,0  |
| —    | Paraíso do Samba                    |                                                                     |        |
| —    | Estação Primeira de Cangaíba        | Carimbocas e Dondocas - Na Festança do Carná                        |        |
| —    | Independentes do Jardim Miriam      |                                                                     |        |
| —    | Aristocratas do Tucuruvi            |                                                                     |        |
| —    | Unidos do Morro                     |                                                                     |        |
| —    | Unidos do Galvão Bueno              |                                                                     |        |
| —    | Meninos Lá de Casa                  |                                                                     |        |